# ملح ونار (فلم)
ملح ونار (بالألمانية: Salt and Fire) فيلم للمخرج الألماني فرنر هرتزوغ من إنتاج عام 2016. الفيلم من بطولة مايكل شانون، فيرونيكا فيريس، وجايل غارسيا برنال، وهو من أفلام التشويق والإثارة. كتب القصة فرنر هرتزوغ عن كارثة بيئية في بوليفيا. عُرض الفيلم لأول مرة في مهرجان شنغهاي السينمائي الدولي، كما اُختيرَ لعرض خاص في مهرجان تورونتو السينمائي الدولي 2016.

## طاقم التمثيل
الفيلم من بطولة كل من:
فيرونيكا فيريس: في دور الدكتورة لورا سومرفيلد
مايكل شانون: في دور مات رايلي
لورنس كراوس: في دور كراوس
غايل غارسيا برنال: في دور الدكتور فابيو كافانى
فولكار مايكلويسكي: في دور الدكتور أرنولد ماير
أنيتا برايم: في دور مضيفة جوية
فرنر هرتزوغ: في دور رجل عنده قصة واحدة

## أحداث الفيلم

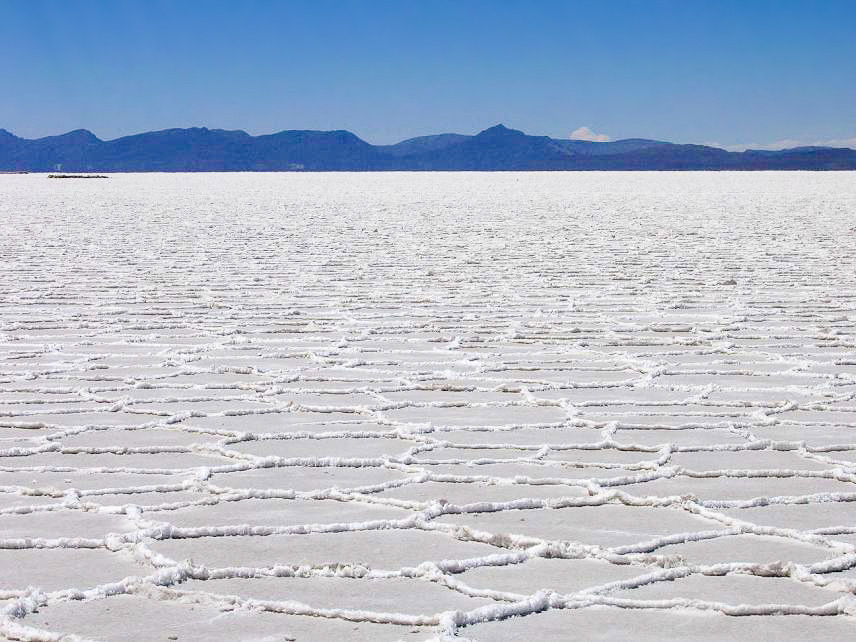
سالار دو أويوني، أكبر مجمع ملح في العالم، بوليفيا.

تقع الأحداث مع وفد من الأمم المتحدة في رحلتهم إلى بوليفيا، تتكون من ثلاثة علماء (الدكتورة لورا سومرفيلد، والدكتور فابيو كافاني، والدكتور أرنولد ماير) وهم في طريقهم لمعاينة كارثة بيئية في منطقة اسمها سالار دو أويوني، وهي أكبر صحراء من الملح في العالم ناتجة من بقايا بحيرة مياه بحر باجيفيان التي زالت منذ 40.000 سنة وتركت مكانها مساحة 10.582 كيلومتر مربع من مسطحات ملح ذات تأثير سُمّي. تهبط الطائرة ولا يجد العلماء حقائبهم، وينصرف كل الركاب إلا العلماء الثلاثة. يتقدم لهم شخص  بكرسي متحرك ويقدم نفسه على أنه القادم لاصطحابهم للفندق، وتأخذهم طائرة خاصة إلى مكان غير معلوم ليكتشف العلماء أنهم أصبحوا أسرى وحولهم أفراد في زي رسمي ومسلحين. تحملهم سيارات إلى حيث يصطحب المسلحين الدكتورة لورا فقط لمقابلة ملثمين يتقدم رئيسهم (الممثل مايكل شانون) ويحاورها وهي ثائرة وتطالبه بشرح  ما يحدث وتطالب أيضا بالاطمئنان على دكتور كافاني ودكتور ماير. رئيس الخاطفين الملثم يقدم نفسه للدكتورة لورا، وتكون المفاجأة، فالخاطف هو مات رايلي المدير التنفيذي للمجموعة الدولية الكبيرة المسؤولة عن الكارثة البيئية.  يشرح مات رايلى كيف أنه ضميره يعذبه مما يحدث، لعدم ثقته في جدواه، ومعرفته بأن البركان أوتورونكو القريب من مسطحات الملح  بدأ في إظهار دفعة أرضية في المناطق المحيطة به، والتي قد تكون، واعتمادًا على درجة الانفجار، حدثًا كارثيًا عالميًا. يدور حوار بين لورا ورايلي وبجوارهما ببغاء متكلم، يقول رايلي، إن نوستراداموس، يقول إن الطيور الأليفة سوف تتواصل مع الإنسان، وأن الحياة خارج كوكبنا ممكنة)، ترد لورا بأن الحياة تستمر بالمعلومات والتحليلات ولا تبالي بالأدباء وتوقعاتهم، ويجيب رايلي بإن من حولنا عالم لا نستطيع رؤيته، والمعلومات والتحليلات لا تدركه، فقط الطيور والأنبياء يمكنهم التعبير عنه. تسأل لورا عما كان الببغاء يقوله، ويخبرها رايلي أن الببغاء يقول:تذكر خَالِقَكَ  فِي أَيَّامِ شَبَابِكَ، قَبْلَ أَنْ تَأْتِيَ أَيَّامُ ٱلْبَلِيَّةِ، أَوْ تَجِيءَ ٱلسِّنُونَ حِينَ تَقُولُ: لَيْسَ لِي فِيهَا مَسَرَّةٌ، وترد لورا بإن هذا سفر الجامعة. يستمر الحوار عن الحقيقة والنظرية والتحليل، يقول رايلي أن الحقيقة هي الابنة الوحيدة للزمن، والإنسان كان يراد له حياة غير هذه الحياة التي نحياها تماما، ويقدم للورا شكل إسطواني فضي لامع يمكن أن ترى وجهك إذا نظرت له، ويختلف شكلك من زوايا مختلفة، وصورة من داخل دير سانتيسيما (هي كنيسة رومانية كاثوليكية الثانوية في فلورنسا، إيطاليا) تصور الراهب سانتيسيما يجلس تحت شجرة، إذا اقتربت أكثر وأكثر تجد رسمة صغيرة تبين الراهب عند البحر ومركب تبحر، ويشرح رايلي أن قبطان المركب رفض أن يصطحب معه الراهب، ويفرد الراهب معطفه على سطح البحر ويبحر راكبا معطفه.  
يُعطَي العالِمان (دكتور كافاني ودكتور ماير) طعامًا يؤدي إلى ضيق شديد في الهضم لإبعادهما، وليتم نقل لورا وحدها بصحبة الخاطفين إلى منطقة في منتصف الملح المسطح، وقبل أن تناقش لورا تتركها السيارة وحيدة في العراء بالقرب من بروز صخري مع طفلين عميان تقريبًا ولا يعرفا لغة لورا هما هوسكار وأتاولابا. تعثر لورا على مؤنة تركت لهم من ماء وطعام يكفيهم لأيام. تقضي لورا مع الطفلين أسبوع حتى تأتي سيارة رايلى ويكشف لها إنه خطفها وعزلها مع الطفلين لتكتب تقريرها عن الكارثة البيئية متجاوزة الإحصاءات والأرقام. في وقت لاحق، يكشف رايلي أن الطفلين هما ابناه بالتبني، وأن العمى يرجع إلى الكارثة التي أحدثها اتحاد الشركات نفسه. يتم إعطاء الدكتور سومرفيلد بعد ذلك تذكرة من الدرجة الأولى إلى روما، لزيارة ديرسانتيسيما والتي لطالما أراد رايلي رؤيته، والذي يتميز بلوحتة الجدارية  لقديس  يصلي تحت شجرة. تحثه لورا على القدوم معها بدلاً من تسليم نفسه، لكنه يقول إنه سيُقبض عليه على أي حال.

## الإنتاج
الفيلم مأخوذ بتصرف عن القصة القصيرة آرال للكاتب الأمريكي والصحفي والناقد وكاتب السيناريو لألعاب الفيديو توم بيسيل. كتب فرنر هرتزوغ السيناريو في خمسة أيام، وصُوّرَ الفيلم في بوليفيا في مدة 16 يوم فقط.

## عرض الفيلم
عُرض الفيلم لأول مرة في مهرجان شنغهاي السينمائي الدولي 2016، وأيضا عُرض في مهرجان تورنتو السينمائي الدولي 2016، وأيضا في فنتاستيك فيست 2016 (و هو مهرجان الفيلم السنوي في أوستن، تكساس)، وفي مهرجان زيورخ السينمائي 2016. حصلت شركة اكس-ال ريتور ميديا على حقوق توزيع الفيلم في الولايات المتحدة، وبدأت العروض في أبريل 2017.

## استقبال الفيلم والنقد
حصل الفيلم من موقع روتن توميتوز على نسبة موافقة للفيلم بلغت 32% بناء على تعليقات 38 ناقد، وكان التقدير هو (10/4.79)، وأقر الإجماع النقدي للموقع أن الفيلم جيد. أما موقع ميتاكريتك (موقع إلكتروني رسمي تابع لشركة سي بي إس إنتراكتيف، يقوم بمراجعة وتقييم الأفلام) منح الفيلم (100/44) بناء على 14 مقالة نقد للفيلم. ومنح نيك ألن على موقع الناقد الأمريكي روجر إيبرت الفيلم نجمة واحدة من أربع نجوم، وأفاد إن التمثيل بلا روح، والفيلم متردد في أن يكون مسليا أو لا يكون. كتبت ديبورا يونغ في مجلة الإنترنت هوليود ريبورتر إن الفيلم أحد المغامرات الأقل جاذبية للمخرج هرتزوغ.

## وصلات خارجية
- مقالات تستعمل روابط فنية بلا صلة مع ويكي بيانات